# 魔女の恋愛
『魔女の恋愛』（마녀의 연애、Witch's Romance）は、2014年4月14日から6月10日まで韓国のケーブルチャンネルtvNで放送されたテレビドラマ。2009年台湾で最高視聴率を記録した"敗犬女王"を原作にした作品である。 

## キャスト

### 主要人物
- パン・ジヨン：オム・ジョンファ
- ユン・ドンハ：パク・ソジュン
- ノ・シフン：ハン・ジェソク
- チョン・ユンチェ：チョン・ヨンジュ

### パン・ジヨン周辺の人物たち
- チェ・ジョンソク：ヤン・ヒギョン
- ペク・ナレ：ラ・ミラン
- ナレ夫：イ・セチャン

### ユン・ドンハ周辺人物たち
- ヨン・スチョル：ユン・ヒョンミン

### ノ・シフン周辺人物たち
- ホン・チェヒ：サヒ